# 김성진 (철학자)
김성진(金聖震, 1946년 11월 2일~)은 대한민국의 철학자 겸 대학 교수이자 기독교 철학 교육인이다.
그는 아버지 김형석 교수의 2남 4녀 중 장남이자 둘째(누나 김성예 교수, 남동생 김성우 교수, 그 이외 누이동생 3명 있음.)이기도 하다.
그는 2012년 8월 당시까지 한림대학교 철학과 교수를 역임하였으며, 은퇴하고 난 이후 2012년 8월부터는 동교 동과 명예교수 등을 지내는 대학 교수 겸 철학자 출신이다. 철학자 및 명예 철학박사 김형석 연세대학교 철학과 명예교수의 장남(長男)으로 대한철학상담치료학회 회장 등을 역임하였다. 철학뿐만 아니라 한국선교역사에 대한 해석에서도 해박한 지식을 가진 학자로 평가받는다. 철학자로서 생태학적 인간상의 영역도 연구하였다. 생태학적 위기가 왜 철학의 과제인지를 짚으며 새로운 생태학적 인간상을 모색하는 독일 철학 분야의 경향을 대한민국 국내에 소개키도 했다.

## 생애
소비에트 소련 군정 시대 북괴 말기 평안남도 대동군 고평면 송산리에서 출생하여, 아직 생후 5개월도 아니 된 어린 시절에, 만으로 두살터울의 누나 김성예(훗날 장성하여 대학 교수)와 함께, 어머니 김옥수(지난 2003년 5월 하세)와 과부 친할머니(지난 2003년 3월 하세)가 매어둔 강보에 싸여 아버지 김형석(훗날 연대 철학과 명예교수), 어머니 김옥수(2003년 5월 하세), 홀할머님(2003년 3월 하세) 등과 모두 함께 1947년 3월 5일 당시 미군정 조선의 수도 서울로 월남한 그는 훗날 1969년, 고려대학교 철학과에서 학사 학위를 취득한 후 독일 프라이부르크 대학교 대학원에서 철학(주전공), 중국학, 신학 전공으로 석사 및 박사 학위를 취득했다. 박사 학위 논문은 「Der Widerspruch und das Urteil in Platons Parmenides(플라톤의 『파르메니데스』에서의 모순과 판단)」이다. 고대 그리스철학, 중세기독교철학, 환경생태철학 분야를 주로 연구하고 강의했으며 다수의 학술지 발표 논문과 저서 및 번역서를 출간했다. 독일 DAAD 지원으로 프라이부르크 대학교 연구교수, 미국 콜로라도주립대학교 연구교수를 역임했다. 한국철학회, 철학연구회, 한국서양고전학회, 한국환경철학회, 한국기독교철학회 등에서 회원과 임원으로 활동했다. 2007년 이후 철학상담치료의 국내 정착과 확산을 위한 연구와 교육 및 학회 활동에 적극 참여하고 있고, 철학적 상담과 치료를 포함하는 철학 실천가 양성과 공인 자격증 제도를 정착시킴에 노력을 기울이고 있으며, 한국철학상담치료학회 명예회장 및 철학상담치료 수련감독으로서 철학실천 영역의 연구와 교육 활동하고 있다.

## 심적인 치료로써 철학의 역할
그는 '지혜롭게 생각하기'와 '철학적으로 생각하기'로 철학이 각자의 생각하기에서 오류를 범하지 않고 실수하지 않는 법을 가르쳐 준다고 했다. 지혜롭게 생각하기는 철학을 함으로써 논리, 합리적 사고와 비판적 사고 이외에도 종합적, 창의적 사고를 제공하게 된다는 주장이다.
철학적으로 생각하기를 통해 불가피한 존재론적 사고와 형이상학적 사고, 가치론적 사고와 인간학, 생태학적 사고 그리고 자기반성적 사고까지 영역을 넓힐 수 있다고 했다. "나와 나 자신과의 내면적(자기반성적) 관계 등이 나의 실존적 존재 양상을 결정하는 근본 조건들이다"고 말한 그는 "모든 사람들이 각자의 삶에서 전문가 수준까지 오르기는 어려운 관계로 전문적 소양과 훈련을 갖춘 철학 상담사와 철학적 치료사가 필요하다"고 주장했다.
이어 그는 호머(호메로스)와 아리스토텔레스 등의 철학적 상담과 치료를 설명했고, 소크라테스와 플라톤의 변증법적 대화법을 통해 철학적 상담과 치료의 가능성을 제시했다.
그는 "소크라테스가 실천했고, 플라톤에 의해 기록으로 남겨진 철학적 지혜사랑의 정신과 변증법적 대화 방법론은 고대 후기 헬레니즘 시대의 철학자들에 의해 계승됐다"며 "여기에서 '철학은 치료다'라는 대담하고도 간결한 명제와 만났다. 정작 치료되어야 할 병은 신체의 병이 아니라 '마음의 병'이다. 그리고 마음의 병은 그 원인이 나 자신에게 있음"을 확인시켰다.
'인간의 고통을 치료해 주지 못하는 철학자의 말은 공허할 뿐이다. 신체의 병을 제거해 주지 못하는 의술은 아무 도움이 되지 못하듯, 철학에 있어서도 그것이 마음의 병을 제거해 주지 못한다면 아무 쓸모가 없다'는 그리스 철학자 에피쿠로스의 말을 인용해 철학치료의 근원을 밝혔다.

## 상담 소통 관련 철학 탐구
상담에서도 대화소통 분야에 상담자의 내담자 탐구를 주장하였다. 효과적인 상담과 내담자의 정확한 자기표현을 중요시한다. 결국 이러한 상담 대화의 소통 과정에서 자연스럽게 일어나는 사건은 상담사와 내담자 사이에서 벌어지는 삶 체험의 언어화 과정이라 역설하였다. 언어화 과정은 또한 인생사 체험의 언어적 재현이며, 반성적 고찰 대상으로서 객관화시켜진다. 이 작업을 그 누군가와 함께 수행할 경우, 특히 전문 상담사를 만나서 함께 공동 작업으로 수행할 경우라면, 나 혼자만의 주관적 생각과 판단이나 감정에 몰두하는 것과는 전혀 다른 객관화, 대상화 또는 사회화 과정이 전개될 수 있다고 한다.

## 주요 경력
- 한림대학교 철학과 교수
- 한림대학교 철학과 명예교수
- 감리교신학대학교 종교철학과 객원교수

## 같이 보기
- 김형석 (부친)